# Pansa
|  | Aquest article tracta sobre sobre el fruit assecat. Vegeu-ne altres significats a «Pansa (desambiguació)». |

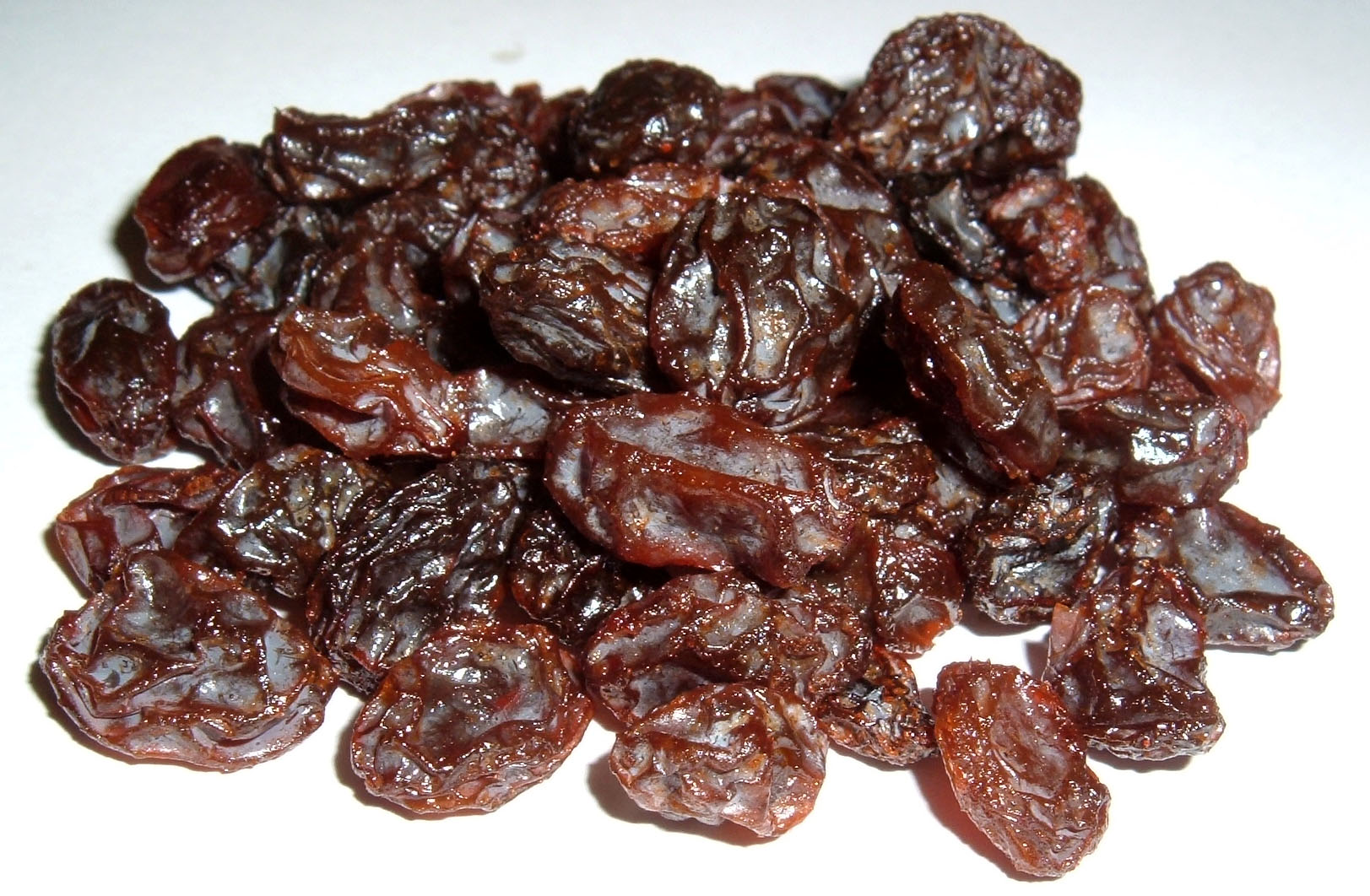
Panses de raïm.

Una pansa és un aliment obtingut per l'assecament del raïm. Es tracta d'un cas particular de fruita dessecada. Atzebib és una denominació antiga de les panses.

## La pansificació
La pansificació és una tècnica coneguda des de l'Antiguitat. El mot pansa prové del participi del verb llatí pando, que significa estendre (en aquest cas, estendre al sol).
La pansificació pot dur-se a terme bé exposant el raïm directament al sol (pansa verge), o assecant-lo al sol després d'haver bullit la fruita, en un procés conegut com a pansa escaldada.
La humitat, i també la pluja, constitueixen el principal risc per a l'elaboració de la pansa. Són un perill constant que amenaça de fer malbé tota la producció i que el llaurador sempre ha sabut valorar: una campanya plujosa o excessivament humida minvarà la producció per l'efecte del podriment mentre que un temps assolellat la beneficiarà.
El raïm necessita sol i aire per poder transformar-se en pansa, i l'aigua és un element danyós en aquest procés. És una idea que expressa perfectament la següent cançoneta de caràcter popular:
La molinera d'Oliva
demana aigua al Senyor;
i ara diuen els pansers:
¡sol i aire, aigua no!
Mentre la molinera prega a Déu perquè ploga -ja que necessita l'aigua com a força motriu del seu molí-, els pansers temen que el cel descarregue.

## La pansa a la comarca de la Marina

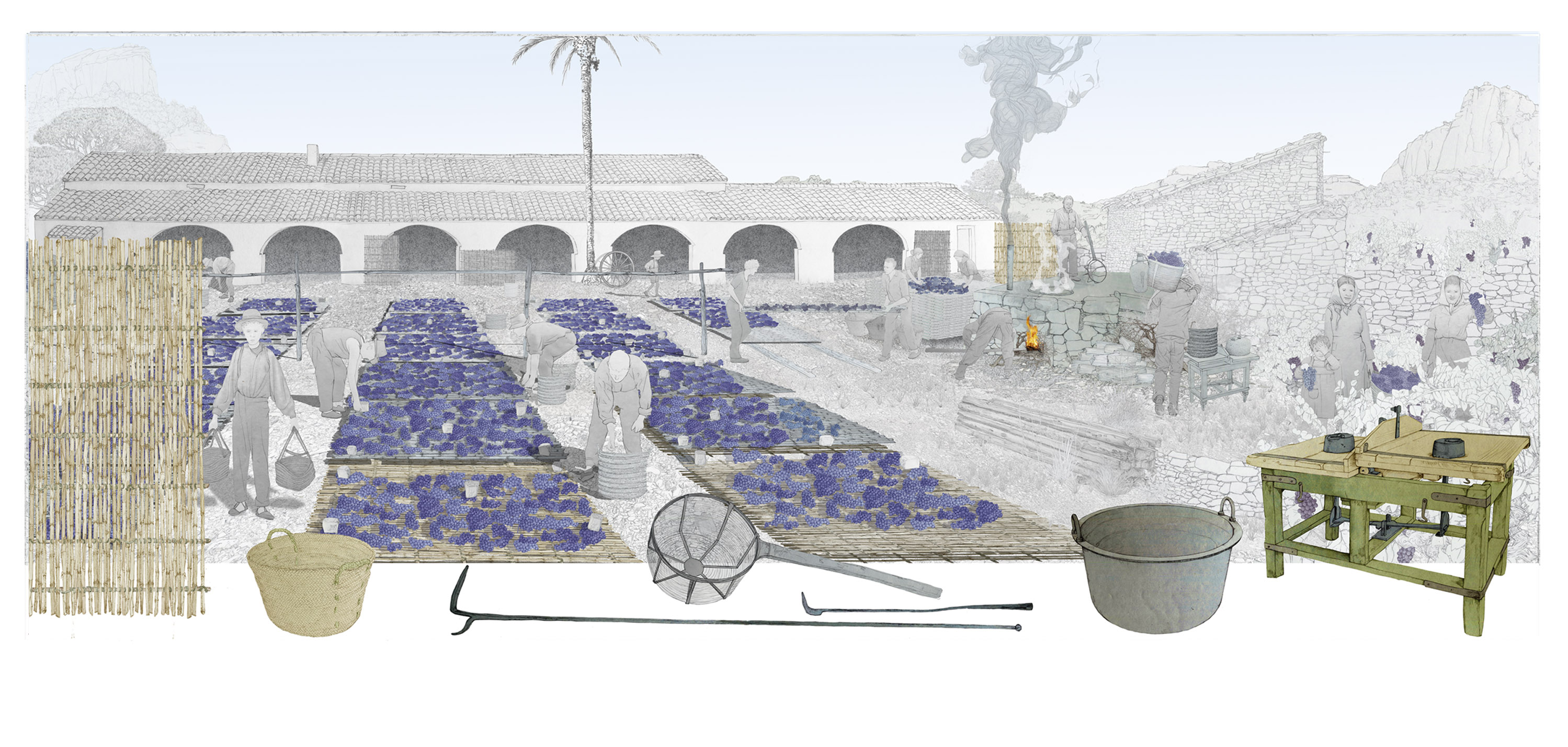
Procés de treball en l'elaboració de la pansa. Museu Valencià d'Etnologia.

El cultiu de la vinya de moscatell i l'elaboració de la pansa són activitats tradicionals al Marquesat de Dénia i de la comarca de La Marina. Pel que la a les varietats, El raïm de gironet, de marseguera, de monastrell i d'altres s'utilitzen en la producció de vi, mentre que el moscatell s'utilitza com raïm de taula i també per a fer pansa. Són tradicionals de la comarca els riuraus, edificis concebuts per a l'elaboració de la pansa. Es pren la data del 15 d'agost (Mare de Déu d'Agost) com a data tradicional per a l'inici de l'activitat, si bé modernament la data se sol endarrerir fins a setembre, i fins a octubre es poden trobar panses al sol.

### Època musulmana
Els musulmans, per la seua condició d'abstemis, utilitzaven el raïm només per a pansificar-lo. Hi ha testimonis de l'activitat a la comarca des d'abans del segle xii. Segons una escriptura de l'any 1472, els moros Azmet Astruch, Alí Paex i Abrahim Atech, habitants de Xaló i les alqueries de Benibrahim (o Benibrai) i Rafal, respectivament, van vendre a Bernat Trilles de Xàbia vint quintars de pansa.

### Seglexix
A mitjans del segle xix, la producció de pansa va experimentar un considerable augment a tota La Marina. La causa d'aquest creixement fou la gran demanda de pansa per part del mercat britànic. Se sol citar l'any 1818 com l'inici d'aquesta expansió econòmica per haver-se produït eixe any la primera pujada significativa del preu de la pansa. Si hom pensa que l'agricultura comercial es guia per una regla d'or segons la qual només s'ha de cultivar allò que resulte rendible, no es fa d'estranyar la massiva plantació de ceps que va començar aleshores per tota la comarca, a les envistes de proveir de raïm de moscatell a la que ja es perfilava com la primera indústria dels marinencs. S'encetava així el que més tard s'anomenaria "el segle de la pansa".

### Segles XX i XXI
A començaments del segle xx, la competència d'altres països productors, l'impacte de la plaga de la fil·loxera i un seguit de nefastes collites van suposar un dur colp per a aquest sector econòmic.
Així, a partir de la segona meitat del segle xx es va produir l'abandonament progressiu d'aquesta activitat agrícola a causa de la poca rendibilitat econòmica i l'emergència d'altres formes de comercialització del moscatell com és l'exportació a altres zones de l'Estat espanyol com a raïm de taula. A més a més, l'emergent sector del turisme als seixanta i setanta a la comarca va suposar l'abandonament definitiu primer a les zones costaneres i després cap a l'interior de la producció de pansa.
Actualment, al segle xxi, són comptats els casos de producció de pansa com a negoci i solament es conrea en algunes cases de la Marina més com un intent de no perdre el costum o, també, com a reclam turístic.
Si voleu veure en què consistia el procés d'escaldat del raïm de moscatell, s'explica molt bé en aquest interessant vídeo de la Fundació Cirne amb narració de Pepa Guardiola

### Pansers i panseres
Durant l'època en què la producció de pansa es va constituir en el motor econòmic de la Marina Alta, s'aplicava la denominació de pansers als jornalers que l'amo de la vinya llogava a fi que l'ajudassen en el procés de pansificació del raïm. El patró adquiria l'obligació de donar-los el dinar, que consistia generalment en una escalivada: tomaques, pebreres i albergínies barrejades i servides amb oli d'oliva i alls crus tallats ben finets; es tracta de l'especialitat gastronòmica que es coneix amb el nom de mullador, perquè és una vianda que es menja mullant-hi trossets de pa.
Els pansers treballaven tots els dies -fins i tot el diumenge- i rebien per la seua activitat una paga setmanal. L'any 1914 el jornal d'un panser era de cinc rals diaris. També hi havia dones panseres, però per la discriminació existent en aquella època cobraven un ral menys que els homes. Les panseres s'encarregaven d'escampar el raïm acabat d'escaldar sobre els canyissos o posar els pilonets de separació entre canyís i canyís; mai no es dedicaven a encendre o mantenir el foc que feia bullir l'aigua amb sosa de la caldera ni tampoc a girar els canyissos perquè el sol assecara el raïm de manera uniforme, que eren dues tasques que quedaven reservades per als homes pansers.

### Exportació
La destinació de la major part de la pansa que s'exportava era la Gran Bretanya, almenys en un principi, però posteriorment s'hi va afegir el mercat nord-americà, que l'any 1885 va desplaçar al britànic en el consum de pansa de la Marina. Aleshores, Dénia es va convertir en el port des d'on es comercialitzava la pansa de la comarca. La ciutat vivia de i per a aquesta activitat productiva, i recuperava així una esplendor que no tenia d'ençà de l'Edat Mitjana quan havia estat la capital de la taifa homònima.
Anglaterra, Estats Units, Canadà i França foren els principals mercats, així com els països del Nord d'Europa. La popularitat de la pansa de la Marina va fer que en l'estranger es coneguera com a Valencia Raisins. Posteriorment hi ha hagut cert declivi del cultiu de la vinya, sent substituïts els camps per ametlers primer, i per regadius (taronja i pomelo) després.

## El procés de la pansificació

### Llocs i instal·lacions
- La vinya, on es talla el raïm de moscatell[8]
- El riurau[9]
- El sequer[10]
- Les piles[11]
- L'estufa d'assecar la pansa[11]
- El fornet d'escaldar[11]

### Operacions
- L'escaldà del raïm (posar la fruita dins aigua bullent[3] -o lleixiu-[12] perquè no es corque o perquè prenga la consistència que pertoca per a la seua conservació)[13]
- L'estesa sobre els canyissos, les dones "escampadores" repartixen el raïm acabat d'escaldar sobre el canyís
- La girada del raïm, siga de forma manual o amb les gafes. Mínim dues vegades.
- La tria de la pansa.
- La posada en cabassos de llata.
- Portada al magatzem o a la cambra de casa per a una correcta conservació.

### Ferramentes
- El cossi per fer el lleixiu[14]
- La cassa
- La casseta[11]
- El canyís
- Els pilonets, daus, tarugos o tarumbets
- Les gafes
- La caldera d'escaldar, siga de ferro o coure[13]
- Les veles
- Els bous o serandes
- Els llistons